# Pillangókolibri
A pillangókolibri (Lophornis chalybeus) a madarak osztályának sarlósfecske-alakúak (Apodiformes) rendjébe és a kolibrifélék (Trochilidae) családjába tartozó faj.

## Rendszerezése
A fajt Coenraad Jacob Temminck holland zoológus írta le 1823-ban, a Trochilus nembe Trochilus chalybeus néven.

## Alfajai
- Lophornis chalybeus chalybeus (Vieillot, 1822)
- Lophornis chalybeus klagesi Berlepsch & Hartert, 1902
- Lophornis chalybeus verreauxii Bourcier, 1853[2]

## Előfordulása
Argentína, Brazília és Uruguay területén honos. Természetes élőhelyei a szubtrópusi és trópusi síkvidéki esőerdők és szavannák, valamint másodlagos erdők. Állandó, nem vonuló faj.

## Megjelenése
Testhossza 9 centiméter, testtömege 3 gramm.
|  |

## Természetvédelmi helyzete
Az elterjedési területe még nagy, de csökken, egyedszáma viszont ismeretlen. A Természetvédelmi Világszövetség Vörös listáján nem fenyegetett fajként szerepel.